# 고바야시 신야
고바야시 신야(일본어: 小林 晋哉, 1952년 10월 28일 ~ )는 일본의 전 프로 야구 선수이자 야구 지도자이다.

## 인물
효고현 태생으로 이쿠에이 고등학교와 교토 산업대학을 졸업하고 사회인 야구팀인 고베 제강소를 거쳐 1978년 프로 야구 드래프트 회의에서 4순위로 한큐 브레이브스에 입단, 상시 선발 멤버로 가지 않았지만 주로 좌익수, 대타, 대수비 요원으로서 활약을 했고 1987년 시즌 마지막으로 10년 간의 현역 생활을 은퇴했다.
은퇴 후에는 한큐에서 오릭스로 구단 이름이 변경된 후 오릭스의 구단 직원, 1991년부터 1999년까지 오릭스 타격 코치와 수비 주루 코치, 스카우트, 구단 본부장 보좌관(구단 본부 육성 부장) 등을 역임했고 2010년에는 오릭스의 1군 수석 코치를 맡았다. 2011년에는 KBO 리그 팀인 SK 와이번스의 임시 인스트럭터(캠프 기간중에만)를 맡았고 이후 SK 와이번스의 2군 타격 코치로 발탁되었다. 그러나 2011년 시즌 도중인 8월 18일에 김성근 감독의 해임에 의해 SK의 코치직에서 사임했다.
2012년에는 대한민국의 독립 구단인 고양 원더스의 임시 코치(캠프 기간 중에만)를 맡았고 같은 해 3월 10일부터는 요코하마 DeNA 베이스타스의 스카우트를 맡았다.
부인은 2010년 밴쿠버 동계 올림픽 피겨 스케이팅 일본 대표팀 코치를 역임한 고바야시 요시코다.

## 상세 정보

### 출신 학교
- 이쿠에이 고등학교
- 교토 산업대학

### 선수 경력
사회인 시대
- 고베 제강소

프로팀 경력
- 한큐 브레이브스(1978년 ~ 1987년)

### 지도자 경력
- 오릭스 블루웨이브 타격 코치, 수비 주루 코치(1991년 ~ 1999년)
- 오릭스 버펄로스 1군 수석 코치(2010년)
- SK 와이번스 2군 타격 코치(2011년)

### 등번호
- 26(1978년 ~ 1987년)
- 76(1991년 ~ 1999년)
- 72(2010년)
- 81(2011년)

### 연도별 타격 성적
| 연 도       | 소 속       | 경 기 | 타 석 | 타 수 | 득 점 | 안 타 | 2 루 타 | 3 루 타 | 홈 런 | 루 타 | 타 점 | 도 루 | 도 루 자 | 희 생 번 | 희 생 플 | 볼 넷 | 고 4 | 사 구 | 삼 진 | 병 살 타 | 타 율 | 출 루 율 | 장 타 율 | O P S |
| ----------- | ----------- | ----- | ----- | ----- | ----- | ----- | ------- | ------- | ----- | ----- | ----- | ----- | -------- | -------- | -------- | ----- | ---- | ----- | ----- | -------- | ----- | -------- | -------- | ----- |
| 1978년      | 한큐        | 19    | 8     | 8     | 1     | 2     | 0       | 0       | 0     | 2     | 0     | 2     | 0        | 0        | 0        | 0     | 0    | 0     | 0     | 0        | .250  | .250     | .250     | .500  |
| 1979년      | 한큐        | 11    | 5     | 4     | 0     | 1     | 0       | 0       | 0     | 1     | 0     | 0     | 0        | 0        | 0        | 1     | 0    | 0     | 2     | 0        | .250  | .400     | .250     | .650  |
| 1980년      | 한큐        | 26    | 80    | 72    | 8     | 18    | 3       | 0       | 4     | 33    | 10    | 3     | 2        | 0        | 0        | 7     | 0    | 1     | 11    | 0        | .250  | .325     | .458     | .773  |
| 1981년      | 한큐        | 121   | 412   | 380   | 46    | 107   | 23      | 2       | 3     | 143   | 37    | 6     | 5        | 2        | 3        | 27    | 1    | 0     | 22    | 7        | .282  | .327     | .376     | .703  |
| 1982년      | 한큐        | 110   | 355   | 320   | 42    | 84    | 18      | 4       | 9     | 137   | 38    | 7     | 7        | 1        | 2        | 31    | 0    | 1     | 19    | 9        | .263  | .328     | .428     | .756  |
| 1983년      | 한큐        | 78    | 185   | 157   | 19    | 32    | 5       | 1       | 4     | 51    | 12    | 5     | 1        | 2        | 0        | 23    | 0    | 1     | 12    | 4        | .204  | .309     | .325     | .634  |
| 1984년      | 한큐        | 116   | 387   | 343   | 41    | 95    | 13      | 0       | 13    | 147   | 47    | 9     | 2        | 4        | 3        | 33    | 3    | 0     | 31    | 5        | .277  | .338     | .429     | .766  |
| 1985년      | 한큐        | 87    | 187   | 165   | 29    | 42    | 9       | 0       | 6     | 69    | 26    | 2     | 4        | 0        | 1        | 19    | 0    | 0     | 34    | 4        | .255  | .330     | .418     | .748  |
| 1986년      | 한큐        | 85    | 166   | 142   | 14    | 31    | 4       | 0       | 6     | 53    | 21    | 4     | 2        | 2        | 0        | 22    | 1    | 0     | 19    | 5        | .218  | .323     | .373     | .696  |
| 1987년      | 한큐        | 57    | 83    | 72    | 12    | 15    | 0       | 0       | 2     | 21    | 5     | 3     | 1        | 3        | 0        | 8     | 1    | 0     | 11    | 1        | .208  | .288     | .292     | .579  |
| 통산 : 10년 | 통산 : 10년 | 710   | 1868  | 1663  | 212   | 427   | 75      | 7       | 47    | 657   | 196   | 41    | 24       | 14       | 9        | 171   | 6    | 3     | 161   | 35       | .257  | .326     | .395     | .721  |